# Kwity Paye
Kwity Paye (Guinea, 19 novembre 1998) è un giocatore di football americano liberiano che milita nel ruolo di defensive end per gli Indianapolis Colts della National Football League (NFL).

## Carriera universitaria
Paye al college giocò a football con i Michigan Wolverines dal 2017 al 2020. Nell'ultima stagione disputò solamente quattro partite a causa della pandemia di COVID-19.

## Carriera professionistica
Paye fu scelto come 21º assoluto nel Draft NFL 2021 dagli Indianapolis Colts. Debuttò come professionista partendo come titolare nella gara del primo turno contro i Seattle Seahawks mettendo a segno 3 tackle e recuperando un fumble. A fine stagione inserito nella formazione ideale dei rookie dalla Pro Football Writers Association dopo avere fatto registrare 28 placcaggi e 4 sack in 15 presenze, tutte come titolare.

## Palmarès
- PFWA All-Rookie Team - 2021